# رولاندو هورويتينير
رولاندو هورويتينير مواليد 28 مايو 1975 في بورتوريكو، هو لاعب كرة سلة بورتوريكي بدأ مسيرته الاحترافية في سنة 1992. يلعب في دوري بورتوريكو لكرة السلة. حقق المركز الثالث في بطولة أمم الأمريكتين لكرة السلة 2003. اعتزل اللعب في 2006.

## سجل المنافسة
شارك في المنافسات التالية:
- الألعاب الأولمبية الصيفية 2004

## الميداليات
| الميدالية | المسابقة                             |
| --------- | ------------------------------------ |
| برونزية   | بطولة أمم الأمريكتين لكرة السلة 2003 |
| برونزية   | دورة الألعاب الأمريكية 1999          |

## روابط خارجية
- رولاندو هورويتينير على موقع الاتحاد الدولي لكرة السلة (الإنجليزية)
- رولاندو هورويتينير على موقع كلية كرة السلة في سبورتس رفرنس.كوم (الإنجليزية)
- رولاندو هورويتينير على موقع ريلجم (الإنجليزية)
- رولاندو هورويتينير على موقع بروبوليرز (الإنجليزية)
- رولاندو هورويتينير على موقع سبورتس رفرنس (الإنجليزية)
- رولاندو هورويتينير على موقع أوليمبيديا (الإنجليزية)